# (240) Vanadis
(240) Vanadis ist ein Asteroid des mittleren Hauptgürtels, der am 27. August 1884 vom französischen Astronomen Alphonse Louis Nicolas Borrelly am Observatoire de Marseille entdeckt wurde.
Der Asteroid wurde benannt nach Freya, der nordischen Göttin der Liebe und Schönheit (siehe auch (76) Freia). Vanadis ist einer der Namen Freyas. Sie fährt mit einem von Katzen gezogenen Streitwagen.

## Wissenschaftliche Auswertung
Aus Ergebnissen der IRAS Minor Planet Survey (IMPS) wurden 1992 Angaben zu Durchmesser und Albedo für zahlreiche Asteroiden abgeleitet, darunter auch (240) Vanadis, für die damals Werte von 103,9 km bzw. 0,04 erhalten wurden. Eine Auswertung von Beobachtungen durch das Projekt NEOWISE im nahen Infrarot führte 2011 zu vorläufigen Werten für den Durchmesser und die Albedo im sichtbaren Bereich von 91,4 km bzw. 0,05. Nachdem die Werte nach neuen Messungen mit NEOWISE 2012 auf 92,0 km bzw. 0,04 geändert worden waren, wurden sie 2014 auf 87,9 km bzw. 0,06 korrigiert. Nach der Reaktivierung von NEOWISE im Jahr 2013 und Registrierung neuer Daten wurden die Werte 2015 zunächst mit 90,2 km bzw. 0,04 angegeben und dann 2016 korrigiert zu 125,9 km bzw. 0,03, diese Angaben beinhalten aber alle hohe Unsicherheiten.
Photometrische Messungen des Asteroiden fanden erstmals statt am 21. und 22. Januar 1999 am Nationalen Astronomischen Observatorium Roschen in Bulgarien. Aus der aufgezeichneten Lichtkurve wurde eine Rotationsperiode von 10,64 h abgeleitet. Neue Beobachtungen erfolgten vom 3. bis 28. Januar 2016 am UnderOak Observatory in New Jersey und vom 7. bis 13. Mai 2022 am Command Module Observatory in Arizona, wo Rotationsperioden von 10,57 h bzw. 10,54 h ermittelt wurden.
Zwischen 2012 und 2018 wurden mit der All-Sky Automated Survey for Supernovae (ASAS-SN) auch photometrische Daten von 20.000 Asteroiden aufgezeichnet. Auf mehr als 5000 davon konnte erfolgreich die Methode der konvexen Inversion angewendet werden, darunter auch (240) Vanadis, für die in einer Untersuchung von 2021 erstmals ein dreidimensionales Gestaltmodell für zwei alternative Rotationsachsen mit prograder Rotation und einer Periode von 10,5606 h berechnet wurde. Aus archivierten Daten des Asteroid Terrestrial-impact Last Alert System (ATLAS) aus dem Zeitraum 2015 bis 2018 konnte in einer Untersuchung von 2022 mit der Methode der konvexen Inversion eine Rotationsperiode von 10,5605 h berechnet werden.
Weitere photometrische Messungen wurden vom 10. Mai bis 1. Juni 2022 am Organ Mesa Observatory in New Mexico durchgeführt. Hier wurde eine Rotationsperiode von 10,565 h bestimmt, während die doppelte Periode sicher ausgeschlossen werden konnte.
Abschätzungen von Masse und Dichte für (240) Vanadis ergaben in einer Untersuchung von 2012 eine Masse von etwa 1,10·1018 kg und mit einem angenommenen Durchmesser von etwa 94 km eine Dichte von 2,53 g/cm³ bei keiner Porosität. Die Werte besitzen eine hohe Unsicherheit von ±84 %.

## Trivia
Der Name des Asteroiden wurde 1945 verwendet für die Taufe des US-amerikanischen Angriffsfrachtschiffs (Attack Cargo Ship) der Artemis-Klasse USS Vanadis (AKA-49).